# Borrèze
 Borrèze  (en occitano Boresa) es una población y comuna francesa, situada en la región de Aquitania, departamento de Dordoña, en el distrito de Sarlat-la-Canéda y cantón de Salignac-Eyvigues.

## Demografía
| 405 | 398 | 356 | 331 | 305 | 303 |
| Para los censos de 1962 a 1999 la población legal corresponde a la población sin duplicidades (Fuente: INSEE [Consultar]) |     |     |     |     |     |